# Ginnastica ai Giochi della XXXII Olimpiade - Parallele asimmetriche
La finale alle parallele asimmetriche alle Olimpiadi di Tokyo 2020 si è svolta all'Ariake Gymnastics Centre il 1º agosto.

## Podio
| Oro          | Argento               | Bronzo     |
| Nina Derwael | Anastasija Il'jankova | Sunisa Lee |

## Qualificazioni
A causa della regola dei passaporti "two per country", l'accesso alla finale è consentito soltanto a due atlete per nazione.
| Pos. | Ginnasta                    | Totale | Qual. |
| ---- | --------------------------- | ------ | ----- |
| 1    | Nina Derwael                | 15.366 | Q     |
| 2    | Sunisa Lee                  | 15.200 | Q     |
| 3    | Anastasija Il'jankova       | 14.966 | Q     |
| 4    | Angelina Mel'nikova         | 14.933 | Q     |
| 5    | Vladislava Urazova          | 14.866 | —     |
| 6    | Viktorija Listunova         | 14.766 | —     |
| 7    | Lu Yufei                    | 14.700 | Q     |
| 7    | Elisabeth Seitz             | 14.700 | Q     |
| 9    | Fan Yilin                   | 14.600 | Q     |
| 10   | Simone Biles                | 14.566 | RIT   |
| 11   | Mélanie de Jesus dos Santos | 14.566 | Q     |
| 12   | Jonna Adlerteg              | 14.533 | R2    |
| 13   | Tang Xijing                 | 14.433 | —     |
| 14   | Zsófia Kovács               | 14.433 | R3    |

## Classifica
| Pos.    | Ginnasta                    | D Score | E Score | Pen. | Totale |
| ------- | --------------------------- | ------- | ------- | ---- | ------ |
| Oro     | Nina Derwael                | 6.700   | 8.500   | —    | 15.200 |
| Argento | Anastasija Il'jankova       | 6.300   | 8.533   | —    | 14.833 |
| Bronzo  | Sunisa Lee                  | 6.200   | 8.300   | —    | 14.500 |
| 4       | Lu Yufei                    | 6.000   | 8.400   | —    | 14.400 |
| 5       | Elisabeth Seitz             | 6.200   | 8.200   | —    | 14.400 |
| 6       | Mélanie de Jesus dos Santos | 6.100   | 7.933   | —    | 14.033 |
| 7       | Fan Yilin                   | 6.400   | 7.500   | —    | 13.900 |
| 8       | Angelina Mel'nikova         | 5.900   | 7.166   | —    | 13.066 |